# Apocheima ursularia
Apocheima ursularia är en fjärilsart som beskrevs av Donovan 1808. Apocheima ursularia ingår i släktet Apocheima och familjen mätare. Inga underarter finns listade i Catalogue of Life.